# Ваничкин, Михаил Георгиевич
Михаи́л Гео́ргиевич Ва́ничкин (род. 22 мая 1956 года, Москва, РСФСР, СССР) — советский и российский деятель органов внутренних дел, заместитель Министра внутренних дел Российской Федерации (16 июня 2012 — 16 июля 2021 года), генерал-полковник полиции (2013).

## Карьера
Родился 22 мая 1956 года в Москве. По национальности — русский. С 1974 года работает в органах внутренних дел. После окончания в 1980 году Московской высшей школы милиции МВД СССР по специальности «Правоведение», посвятил себя работе в уголовном розыске. Прошёл путь от инспектора ОУР УВД Волгоградского райисполкома города Москвы до начальника 6 отдела (по борьбе с бандитизмом) УУР ГУВД города Москвы (МУРа).
В 1994 году был переведён в Главное управление по организованной преступности МВД России на должность старшего оперуполномоченного по особо важным делам, однако вскоре вернулся в УУР ГУВД города Москвы, став начальником отдела по борьбе с незаконным оборотом оружия МУРа.
В 1997 году вновь перешёл в Главное управление по борьбе с организованной преступностью МВД России на должность заместителя начальника данного управления. С 1999 года исполнял обязанности начальника управления, а в 2000 году полноценно возглавил это подразделение.
С 2001 по 2002 год являлся начальником Национального бюро Интерпола при МВД России.
В июле 2002 года был назначен начальником Главного управления МВД России по Санкт-Петербургу и Ленинградской области, по должности также вошёл в состав Правительства Санкт-Петербурга. 14 ноября 2006 года Ваничкин покинул ГУВД и вплоть до 2011 года работал помощником Министра внутренних дел РФ.
В 2009 году, после отставки генерал-полковника милиции Владимира Пронина с поста начальника ГУВД города Москвы, в СМИ появилась информация о возможном скором назначении Михаила Ваничкина на этот пост. 12 мая 2009 года телеканал НТВ в своём эфире сообщил о назначении как о уже свершившемся событии. Однако, в итоге новым начальником ГУВД стал Владимир Колокольцев, назначенный на эту должность 7 сентября 2009 года.
18 апреля 2011 года в ходе реорганизации милиции в полицию, помощник Министра внутренних дел Российской Федерации генерал-лейтенант милиции Ваничкин был освобождён от своей должности.
После увольнения в отставку трудился на должности директора Управления безопасности Московского банка ОАО «Сбербанк России», где проработал до июня 2012 года.
16 июня 2012 года, вскоре после назначения Владимира Колокольцева на должность министра внутренних дел, Указом Президента России Владимира Путина Ваничкин был назначен заместителем Министра внутренних дел Российской Федерации.
16 июля 2021 года был освобожден от занимаемой должности указом президента РФ.
В компетенции заместителя министра Ваничкина находится непосредственная работа по борьбе с криминальными структурами, в его ведении: Главное управление уголовного розыска, Главное управление экономической безопасности и противодействия коррупции, Главное управление по противодействию экстремизму, а также Управление по обеспечению безопасности лиц, подлежащих государственной защите, Бюро специальных технических мероприятий (БСТМ), Оперативно-поисковое бюро, Управление оперативно-разыскной информации, НЦБ Интерпола МВД России.
По словам действующего Министра внутренних дел Владимира Колокольцева, Ваничкин является одним из ведущих специалистов по борьбе с организованной преступностью в России, а также имеет колоссальный профессиональный опыт.
В мае 2013 года в результате ежегодного отчёта высокопоставленных сотрудников МВД о своих доходах выяснилось, что среди заместителей министра внутренних дел больше всех за прошедший год заработал Ваничкин. Также он вошёл в двадцатку самых богатых силовиков по версии российского журнала Forbes. Его доход за 2012 год составил 28,5 миллионов рублей. Кроме того, в числе своей собственности Ваничкин указал участок в 550 квадратных метров, жилой дом площадью почти 260 квадратных метров, легковой автомобиль Toyota Corolla. Его супруга за 2012 год заработала почти 560 тысяч рублей.

## Награды
- Орден «За заслуги перед Отечеством» IV степени
- Медаль ордена «За заслуги перед Отечеством» II степени,
- Ведомственные награды